# Keith Spicer
Pour les articles homonymes, voir Spicer.
Keith Spicer, né le 6 mars 1934 à Toronto (Ontario) et mort le 24 août 2023 à Ottawa (Ontario), est un universitaire, fonctionnaire, journaliste et écrivain canadien. Il fut le premier commissaire aux langues officielles du Canada, de 1970 à 1977.

## Carrière

### Débuts
Durant l'année 1963-1964, Keith Spicer a été assistant spécial du ministre fédéral de la justice, Guy Favreau.

### Journaliste
De 1966 à 1969, Keith Spicer a écrit des éditoriaux et des fonctionnalités pour Le Globe and Mail. Il a servi en tant que rédacteur-en-chef de l'Ottawa Citizen, de 1985 à 1989. Il a également été un hôte fréquent et commentateur sur les ondes de CBC, de Radio-Canada, de la Télévision de l'Ontario et de Radio-Québec.

### Commissaire aux langues officielles
De 1970 à 1977, Keith Spicer fut le premier Commissaire aux Langues Officielles du Canada. Nommé par le Premier Ministre Pierre Trudeau, le commissaire est redevable au Parlement en tant que haut fonctionnaire non partisan. Le mandat du commissaire est de défendre les droits linguistiques des francophones et des anglophones de toutes les institutions fédérales en vertu de la Loi sur les Langues Officielles de 1969. Auparavant, le gouvernement fédéral du Canada travaillait et offrait des services gouvernementaux surtout en anglais. En tant que commissaire, Spicer prend surtout un rôle de promoteur des langues officielles, ce qui n'était pas prévu par la Loi sur les langues officielles. Il lui fallait expliquer les principes du bilinguisme officiel aux Canadiens anglais pour assurer la pérennité du Canada. Il fait donc la promotion de l'utilisation de l'anglais et du français comme langues de service et de travail et la promotion de l'enseignement en immersion française dans les écoles au Canada, pour s'assurer d'un support à long terme pour le bilinguisme officiel au Canada. Spicer croyait aussi en une approche plus diplomatique pour régler les infractions de la loi sur les langues officielles.
Au cours de son mandat comme commissaire, Spicer a travaillé durant une période de tensions entre anglophones et francophones au Canada, en particulier durant la crise de 1976, alors que de nombreux pilotes d'avion Canadiens-anglais ont menacé de bloquer les jeux Olympiques de Montréal pour protester contre l'utilisation du français dans le contrôle de la circulation aérienne. Son approche pour résoudre cette crise était essentiellement diplomatique, mais il a utilisé un mélange de dénonciations publiques menaçantes et de son sens de l'humour pour promouvoir des solutions.

### Président du CRTC
De 1989 à 1996, Keith Spicer a été le président du Conseil de la radiodiffusion et des télécommunications canadiennes. Au cours de son mandat, il a promu les émissions de télévision canadiennes, le soutien aux artistes, le respect des consommateurs et de la concurrence dans l'industrie des télécommunications. Il a mené une campagne pour réduire la violence dans les émissions de télévision destinée aux enfants de moins de 12 ans.
En novembre 1990, au milieu de la crise provoquée par l'effondrement de l'accord du lac Meech quelques mois plus tôt, il a pris huit mois de congé de ses fonctions au CRTC, à la demande du Premier Ministre Brian Mulroney, pour présider le Forum Citoyen sur l'Unité Nationale, aussi appelé la  " Commission Spicer". Cette consultation de masse controversée était présentée comme "un dialogue et de concertation avec et entre les Canadiens... à discuter les valeurs et les caractéristiques fondamentales pour le bien-être du Canada." Le rapport final du Forum, appelée le "Rapport Spicer", a été publié comme un "Rapport au Peuple et au Gouvernement du Canada" en juin 1991.

### Professeur d'université
À plusieurs différents moments dans sa carrière, Keith Spicer a enseigné à l'Université de Toronto, à l'Université d'Ottawa, à l'Université York, à l'Université de la Colombie-Britannique, à l'Université de Dartmouth, à l'UCLA et à la Sorbonne, et a donné de nombreuses conférences sur les droits linguistiques, les médias dans les zones de conflit, la politique nationale de radiotélévision et l'unité nationale canadienne.
De 1996 à 2000, Keith Spicer a travaillé pour Ernst & Young Canada à Paris, où il a fait la promotion de l'utilisation d'Internet au gouvernement français, alors sceptique de cette technologie. Il a aussi enseigné un séminaire au sujet d'internet  à la Sorbonne pendant ce temps.
De 2000 à 2007, Keith Spicer a été le directeur de l'Institut pour les Médias, la Paix et la Sécurité des Nations-Unies, institut dont il est le fondateur. Il a aussi lancé l'Université pour la Paix au Costa Rica. Là, il a créé un des programmes d'études et supervisé le développement de cours sur divers sujets, y compris le rôle des médias avant, pendant et après le conflit; les médias et le génocide; l'éthique des médias dans un champ de bataille; les femmes journalistes dans les zones de guerre; et les rôles des médias israéliens et palestiniens dans la politique du Moyen-Orient.
À partir de 1996, il vit à Paris, où il continue d'écrire des colonnes des journaux et des livres.

## Publications
Keith Spicer a également écrit onze livres :
- A Samaritan State? External Aid in Canada's Foreign Policy (1966)
- Cher Péquiste ... et néanmoins ami (1980)
- Winging It (1981)
- Think on Your Feet (1986)
- Life Sentences (2005)
- Paris Passions (2009)
- Sitting on Bayonets: America’s Endless War on Terror and The Paths to Peace (2011)
- Murder by Champagne (2013)
- Bulles fatales (2014)
- Mouffetarderies (2016)
- Terror in the Cathedral (2018)
- Déchaînement (2019)

## Réalisations et récompenses
Keith Spicer est Officier de l'Ordre du Canada (O. C.) et titulaire de doctorats honorifiques de l'Université d'Ottawa, du Collège Glendon de l'Université York et de l'Université Laurentienne.